# Mercedes Gleitze
Mercedes Gleitze (Brighton, 18 november 1900 – Londen, 9 februari 1981) was een Brits lange-afstandzwemster.
In 1926 zwom Gertrude Ederle als eerste vrouw over Het Kanaal, iets dat haar veel publiciteit opleverde.
In 1927 deed Gleitze haar achtste poging om als eerste Britse vrouw Het Kanaal over te zwemmen, een tocht die ze volbracht in 15 uur en 15 minuten. Vier dagen later werd haar record verbroken door een andere vrouw, die kort daarna verklaarde dat ze niet daadwerkelijk gezwommen had. Hiermee kwam ook de poging van Gleitze onder verdenking te staan, waarop Gleitze verklaarde de tocht nogmaals te zwemmen. Twee weken na poging acht zwom ze nogmaals Het Kanaal over, op 21 oktober 1927. Doordat de weersomstandigheden veel te slecht waren, en het water te koud, moest ze de poging zeven mijl voor de Franse kust staken, na ruim tien uur zwemmen. Dit maal droeg ze een horloge van Rolex, model Oyster, dat na tien uur zwemmen in zeewater nog steeds goed functioneerde. Hiermee maakte Rolex nog langere tijd reclame.
In 1928 zwom Gleitze als eerste de Straat van Gibraltar over, en in 1930 zwom ze over de Dardanellen van Europa naar Azië. Vervolgens verbrak ze in 1931 het wereld-duur-record voor vrouwen door 42 uur achtereen te zwemmen. In 1932 zette ze het record op 46 uur.
Na haar zwemcarrière richtte Gleitze in de jaren 1930 verscheidene tehuizen voor daklozen op. Deze gebouwen werden in de Tweede Wereldoorlog verwoest tijdens bombardementen.
- Bibliothèque nationale de France: cb177193863 (data)
- Gemeinsame Normdatei: 122724429
- International Standard Name Identifier: 0000 0003 5491 2008
- Library of Congress Control Number: no2009054588
- Virtual International Authority File: 69817886
- WorldCat: E39PBJfRGDjYFCTBhpvCRtbKh3